# Lūleh Rām
Lūleh Rām (persiska: طول آرام, Ţūl Ārām, لوله رام) är en ort i Iran.   Den ligger i provinsen Golestan, i den norra delen av landet, 400 km öster om huvudstaden Teheran. Lūleh Rām ligger 456 meter över havet och antalet invånare är 203.
Terrängen runt Lūleh Rām är huvudsakligen kuperad, men söderut är den bergig.Runt Lūleh Rām är det ganska glesbefolkat, med 48 invånare per kvadratkilometer. Närmaste större samhälle är Mīnūdasht, 9,6 km nordväst om Lūleh Rām. I omgivningarna runt Lūleh Rām växer i huvudsak blandskog.